# Plohnbach
Der Plohnbach  ist ein rechter Zufluss der Göltzsch im sächsischen Vogtland, Deutschland.

## Verlauf
Der Plohnbach entspringt östlich von Wildenau im Kirchberger Granitgebiet. Er ist das größte Nebengewässer der Göltzsch und das einzige Fließgewässer des Kirchberger Granitgebietes, das westwärts entwässert und damit in das Einzugsgebiet der Saale fließt. Der Bach durchzieht das Plohner Kleinkuppenland in westlicher Richtung. Im unteren Laufstück durchschneidet der wasserreiche Plohnbach in einem Engtal harten Glimmerfelses. Der Plohnbach mündet unweit des Stadions in Lengenfeld in die Göltzsch.

## Bedeutung
Mit I bis II ist die Wasserqualität des Plohnbachs inzwischen hoch. In seinem Verlauf gibt es als wertvoll eingestufte Biotope. Trotz nicht mehr regelmäßig bewirtschafteter Wiesen deutet die Ausbreitung von Echtem Mädesüß im Engtal zwischen Röthenbach und Abhorn auf einen hohen Eintrag von Nährstoffen. Aber in seiner Aue nordwestlich von Plohn hat sich ein artenreiches Feuchtgebiet erhalten.

## Sonstiges
Im Tal des Plohnbaches wurde 1890 oberhalb einer Fabrik  eine kleine Talsperre zur Gewinnung von Elektroenergie errichtet. Weiter bachaufwärts errichtete 1938 die Gewerkschaft Vereinigung zu Leipzig eine Aufbereitungsanlage für die in der Wolframitgrube Pechtelsgrün geförderten Wolframiterze. Die Erze wurden über eine Seilbahn von Pechtelsgrün bis zum Standort der Aufbereitungsanlage transportiert. Dort wurden die Erze nassmechanisch bearbeitet. 1947 wurden die Anlagen als Reparationsleistungen durch die Wismut AG beschlagnahmt. In den Anlagen wurden bis 1961 erzgebirgisches und vogtländisches Uranerz aufbereitet. Die Anlagen wurden systematisch erweitert. Es wurde durch Abdämmung eines benachbarten Tales eine industrielle Absetzanlage (IAA) errichtet, darin wurden Aufbereitungsrückstände eingelagert. Durch das Hochwasser im Sommer 1954 brach der Hauptdamm der IAA und 50.000 Kubikmeter Tailings mit hohen Radionuklid- und Schwermetallgehalten wurden bis zu dem 2 km entfernten Teich gespült. Der Teich versandete und die Plohnbachaue wurde radioaktiv kontaminiert. Eine Beseitigung der Schäden wurde erst 2011 abgeschlossen.